# Капитоновка (Якутия)
Капитоновка — село на территории городского округа «Город Якутск», Республики Саха (Якутия) России. Входит в состав Тулагино-Кильдямского наслега. Население — 418 чел. (2021).

## География
Капитоновка находится в Центральной Якутии, в долине Туймаада, на левом берегу долины р. Лены, в 28 км к северу от г. Якутска, в 10 км до центра наслега — села Тулагино.
уличная сеть
По данным на 2009 год уличная сеть состояла из четырёх географических объектов, общей протяжённостью в 3 570 метров. Вид дорожного полотна — грунт.
| N | Название улицы | протяжённость в метрах | Вид дорожного полотна |
| - | -------------- | ---------------------- | --------------------- |
| 1 | Семёнова       | 650                    | Грунт                 |
| 2 | Капитонова     | 850                    | Грунт                 |
| 3 | Подгорная      | 1 460                  | Грунт                 |
| 4 | Заречная       | 610                    | Грунт                 |
|   | Итого:         | 3 570                  |                       |

Климат
Климат, как и по всему городскому округу — резко континентальный с длинной и суровой зимой (средняя температура января — около −40 °C) и коротким, но жарким летом (средняя температура июля — 19 °C). Характерны небольшое количество осадков в течение всего года (при этом большее количество осадков приходится на тёплое время года) и сухой воздух, особенно летом.

## История
Согласно Закону Республики Саха (Якутия) от 30 ноября 2004 года N 173-З N 353-III село Капитоновка вошло в образованное муниципальное образование Тулагино-Кильдямский наслег.

## Население
| 2002 | 2010 | 2015 | 2021 |
| ---- | ---- | ---- | ---- |
| 945  | ↗995 | ↘949 | ↘418 |

Национальный состав
Согласно результатам переписи 2002 года, в национальной структуре населения русские составляли 43 % от общей численности населения в 945 чел..

## Инфраструктура
образование, культура, здравоохранение
Дом-интернат для престарелых и инвалидов, клуб, учреждения здравоохранения и торговли,общественный центр.

## Транспорт
Проходит автодорога регионального значения Якутск — Намцы (а/д «Нам», 98 ОП РЗ 98К-005)